# Tyromyces mediocris
Tyromyces mediocris är en svampart som beskrevs av Corner 1989. Tyromyces mediocris ingår i släktet Tyromyces och familjen Polyporaceae.   Inga underarter finns listade i Catalogue of Life.